# FN FNC
FN FNC (Tiếng pháp: Fabrique Nationale Carbine) là loại súng trường tấn công do công ty FN Herstal nổi tiếng của Bỉ phát triển cho loại đạn tiêu chuẩn mới ra mắt của NATO là 5.56x45mm NATO vào cuối những năm 1970.
Sau khi khẩu FN CAL không được thành công trong việc giới thiệu ra thị trường. Việc chế tạo bắt đầu được tiến hành vào khoảng năm 1978 và sau đó được lực lượng quân đội Bỉ thông qua để đưa vào phục vụ. Ngoài ra súng cũng được dùng để xuất khẩu, Thụy Điển và Indonesia cũng đã thông qua loại súng này và mua giấy phép để chế tạo ngay trong nước. FNC còn được dùng để trang bị cho các lực lượng thi hành công vụ cũng như bán cho thị trường dân sự với mẫu bán tự động.

## Phát triển
Việc phát triển loại súng này được tiến hành vào khoảng giữa 1975 và 1977 để NATO thực hiện các thử nghiệm tiêu chuẩn. Súng được phát triển dựa trên mẫu FNC 76 được phát triển từ khẩu FN CAL vốn không thành công. Nó nhanh chóng bị loại khỏi cuộc thi sau khi thử nghiệm cho thấy hoạt động kém hiệu quả. Sau đó lực lượng quân đội Thụy Điển đã thử nghiệm một mẫu nâng cấp thiết kế vào khoảng 1981–1982 và mẫu nâng cấp này đã gây ấn tượng mạnh cho quân đội Thụy Điển cũng như quân đội Bỉ về tính hiệu quả của mình.
FNC đã được quân đội Bỉ thông qua để đưa vào phục vụ năm 1989 để thay thế cho khẩu FN FAL sau khi được trang bị thử nghiệm với số lượng nhỏ cho lực lượng lính dù vài năm. Quân đội Thụy Điển đã mua bản quyền chế tạo loại súng này với tên Ak 5 sau đó chế tạo thành nhiều mẫu. Lực lượng đội Indonesian cũng đã mua 10000 khẩu năm 1982 và sau đó mua giấy phép để sản xuất trong nước với một số thay đổi cho phù hợp với môi trường với tên SS1-V1 và SS1-V2.

## Thiết kế
FNC sử dụng kết hợp các đặc điểm nổi bật của các thiết kế nổi tiếng như AK-47 và M-16 cùng các súng khác. Sử dụng cơ chế nạp đạn bằng khí nén với khóa nòng xoay với hai móc lớn khóa viên đạn cố định vào vị trí rất giống của AK-47 nhưng kết hợp thêm các đặc điểm thiết kế của khẩu CNC cùng một số sửa đổi. Hệ thống trích khí dài với ống trích khí nằm ở phía trên nòng súng, nhưng không giống như AK thanh pit ton truyền động có thể tháo rời khỏi bolt khi bảo trì súng. Hệ thống trích khí có hai chế độ một sử dụng trong điều kiện bình thường và một dùng trong mội trường cực đoan cũng như cũng có một chế độ ngăn trích khí để sử dụng lựu đạn gắn đầu nòng. Khi hệ thống nhắm dành cho lựu đạn gắn đầu nòng tích hợp được sử dụng nó sẽ tự động ngăn trích khí để dành tất cả khí nén tạo ra cho việc phóng lựu đạn, hệ thống nhắm này nằm trước khe ngắm và ngay trên ống trích khí.
Thân súng được chia thành hai phần trên và dưới, được gắn với nhau bởi đinh ghim. Phần trên được làm bằng thép ép trong khi phần dưới cùng hộp đạn được làm bằng hợp kim nhôm. Nòng súng tích hợp bộ phận chống chớp sáng kiêm bộ phận gắn lựu đạn đầu nòng. Nút chọn chế độ bắn cũng là nút khóa an toàn nằm phía bên phải thân súng với bốn chế độ: An toàn, từng viên, ba viên và tự động. Nút kéo lên đạn nằm phía bên phải súng.
Hệ thống nhắm cơ bản của súng là điểm ruồi với tầm nhắm hiệu quả tối đa từ 250 đến 400 m. Báng súng làm bằng thép và bọc bằng nhựa có thể gấp sang một bên để tiết kiệm không gian khi di chuyển. Tay cầm cò súng và ốp lót tay được làm bằng nhựa. Súng cũng có hệ thống để gắn lưỡi lê.